# アビー・アルドリッチ・ロックフェラー
アビゲイル・グリーン・アルドリッチ・ロックフェラー（Abigail Greene "Abby" Aldrich Rockefeller、1874年10月26日 - 1948年4月5日）は、アメリカのソーシャライトであり、慈善家である。
彼女は資本家で慈善家のジョン・D・ロックフェラー，Jr との結婚を経て、ロックフェラー家の重要なメンバーとなった。
彼女は「一族の女性」と称され、1929年11月にニューヨークの53丁目にあるニューヨーク近代美術館の設立に貢献したことで知られている。

## コロニアル・ウィリアムズバーグ
有田焼